# Дрейк, Френсис Самуэль
Сэр Френсис Самуэль Дрейк, 1-й баронет (1729 — 19 ноября 1789) — британский моряк, контр-адмирал, участник Семилетней и переплетённых англо-французской 1778—1783 годов и американской революционной войн. По боковой линии потомок знаменитого сэра Френсиса Дрейка, адмирала елизаветинской эпохи.

## Происхождение
Родился в 1729 году в деревне Баклер Монакорум в Девоншире. Четвёртый сын сэра Френсиса Генри Дрейка, 4-го баронета, и Анны Хиткот. Через своего дядю по отцу связан родством с потомками 1-го баронета Френсиса Дрейка, племянника самого сэра Френсиса Дрейка.

## Карьера
Дата поступления на флот неизвестна, но 1750-х годах служил лейтенантом на кораблях HMS Torrington (44) и HMS Windsor (60). 30 марта 1756 года назначен командовать 10-пушечным шлюпом HMS Viper. 15 ноября того же года произведён в полные капитаны с назначением на HMS Bideford (20). В 1757-1762 годах командовал HMS Falkland (50). В 1759 году в эскадре Даффа был при Кибероне. Конец войны провел в американских водах. Был на реке Св. Лаврентия, затем в Северной Америке, затем в эскадре Родни на Подветренных островах, включая оккупацию Доминики и Мартиники. В 1762 году переведен на 50-пушечный HMS Rochester; командовал до конца войны.
В межвоенные годы сменил несколько назначений, в том числе командовал HMS Burford с 1766 года и HMS Torbay с 1772.
Во время Американской войны за независимость назначен на 74-пушечный HMS Russell (с марта 1778 года). Был в эскадре адмирала Байрона, направленной в Северную Америку, однако столкнулся с ост-индцем и был вынужден вернуться. В 1779 году снова ушел в Америку, где попал под командование вице-адмирала Арбютнота. Затем был направлен в Вест-Индию на усиление Родни. 26 сентября 1780 года утвержден в производстве в контр-адмиралы (синей эскадры). С Родни в 1780-1781 годах в качестве младшего флагмана был в нескольких боях, держал флаг на HMS Princessa затем на HMS Gibraltar (80). После Форт-Ройяла снова перенес флаг на Princessa и с эскадрой Худа перешел в Северную Америку, где 5 сентября был при Чесапике. Его корабль был сильно поврежден, что вынудило временно перенести флаг на HMS Alcide. В 1782 году с Худом вернулся в Вест-Индию, где был при Сент-Киттсе и наконец, в составе флота Родни, при островах Всех Святых, где командовал арьергардом, но в результате маневрирования оказался в голове. За отличие в этом сражении был жалован баронетом. После войны в море не ходил.
В порядке очередности по флотскому списку поднялся в звании до контр-адмирала красной эскадры. В 1789 году избран членом Парламента. Перед началом Французских революционных войн, 12 августа 1789 года стал младшим морским лордом Адмиралтейства. На этом посту и умер 19 ноября того же года. Был дважды женат, детей не имел. По его смерти баронетство прервалось.